# Bauhinia brachycalyx
Bauhinia brachycalyx är en ärtväxtart som beskrevs av Adolpho Ducke. Bauhinia brachycalyx ingår i släktet Bauhinia och familjen ärtväxter. Inga underarter finns listade i Catalogue of Life.